# Alexandre Bozhinov
 (juin 2024).
Si vous disposez d'ouvrages ou d'articles de référence ou si vous connaissez des sites web de qualité traitant du thème abordé ici, merci de compléter l'article en donnant les références utiles à sa vérifiabilité et en les liant à la section « Notes et références ».
 (juin 2024).
La mise en forme du texte ne suit pas les recommandations de Wikipédia : il faut le « wikifier ».
Les points d'amélioration suivants sont les cas les plus fréquents. Le détail des points à revoir est peut-être précisé sur la page de discussion.
- Les titres sont pré-formatés par le logiciel. Ils ne sont ni en capitales, ni en gras.
- Le texte ne doit pas être écrit en capitales (les noms de famille non plus), ni en gras, ni en italique, ni en « petit »…
- Le gras n'est utilisé que pour surligner le titre de l'article dans l'introduction, une seule fois.
- L'italique est rarement utilisé : mots en langue étrangère, titres d'œuvres, noms de bateaux, etc.
- Les citations ne sont pas en italique mais en corps de texte normal. Elles sont entourées par des guillemets français : « et ».
- Les listes à puces sont à éviter, des paragraphes rédigés étant largement préférés. Les tableaux sont à réserver à la présentation de données structurées (résultats, etc.).
- Les appels de note de bas de page (petits chiffres en exposant, introduits par l'outil «  Source ») sont à placer entre la fin de phrase et le point final[comme ça].
- Les liens internes (vers d'autres articles de Wikipédia) sont à choisir avec parcimonie. Créez des liens vers des articles approfondissant le sujet. Les termes génériques sans rapport avec le sujet sont à éviter, ainsi que les répétitions de liens vers un même terme.
- Les liens externes sont à placer uniquement dans une section « Liens externes », à la fin de l'article. Ces liens sont à choisir avec parcimonie suivant les règles définies. Si un lien sert de source à l'article, son insertion dans le texte est à faire par les notes de bas de page.
- La présentation des références doit suivre les conventions bibliographiques. Il est recommandé d'utiliser les modèles {{Ouvrage}}, {{Chapitre}}, {{Article}}, {{Lien web}} et/ou {{Bibliographie}}. Le mode d'édition visuel peut mettre en forme automatiquement les références.
- Insérer une infobox (cadre d'informations à droite) n'est pas obligatoire pour parachever la mise en page.

Pour une aide détaillée, merci de consulter Aide:Wikification.
Si vous pensez que ces points ont été résolus, vous pouvez retirer ce bandeau et améliorer la mise en forme d'un autre article.
 (juin 2024).
Alexandre Nikolov Bozhinov (en bulgare : Александър Николов Божинов) est un artiste, publiciste et écrivain bulgare né le 24 février 1878 à Svichtov et mort le 30 septembre 1968 à Sofia. Il est une des figures majeures dans le domaine de la caricature et de l'illustration en Bulgarie.

## Biographie
Il est né le 24 février 1878 à Svishtov. Après avoir obtenu son diplôme de peinture à Sofia, il part étudier à Munich, en Allemagne. Pendant quelque temps, il a dirigé le journal humoristique bulgare «Bulgaran». Il a également publié ses caricatures dans «Evening Post» et «Kambana». En 1929, il fut élu membre correspondant du BAN et en devint membre régulier en 1939. Il fut également membre de l'Institut scientifique macédonien.

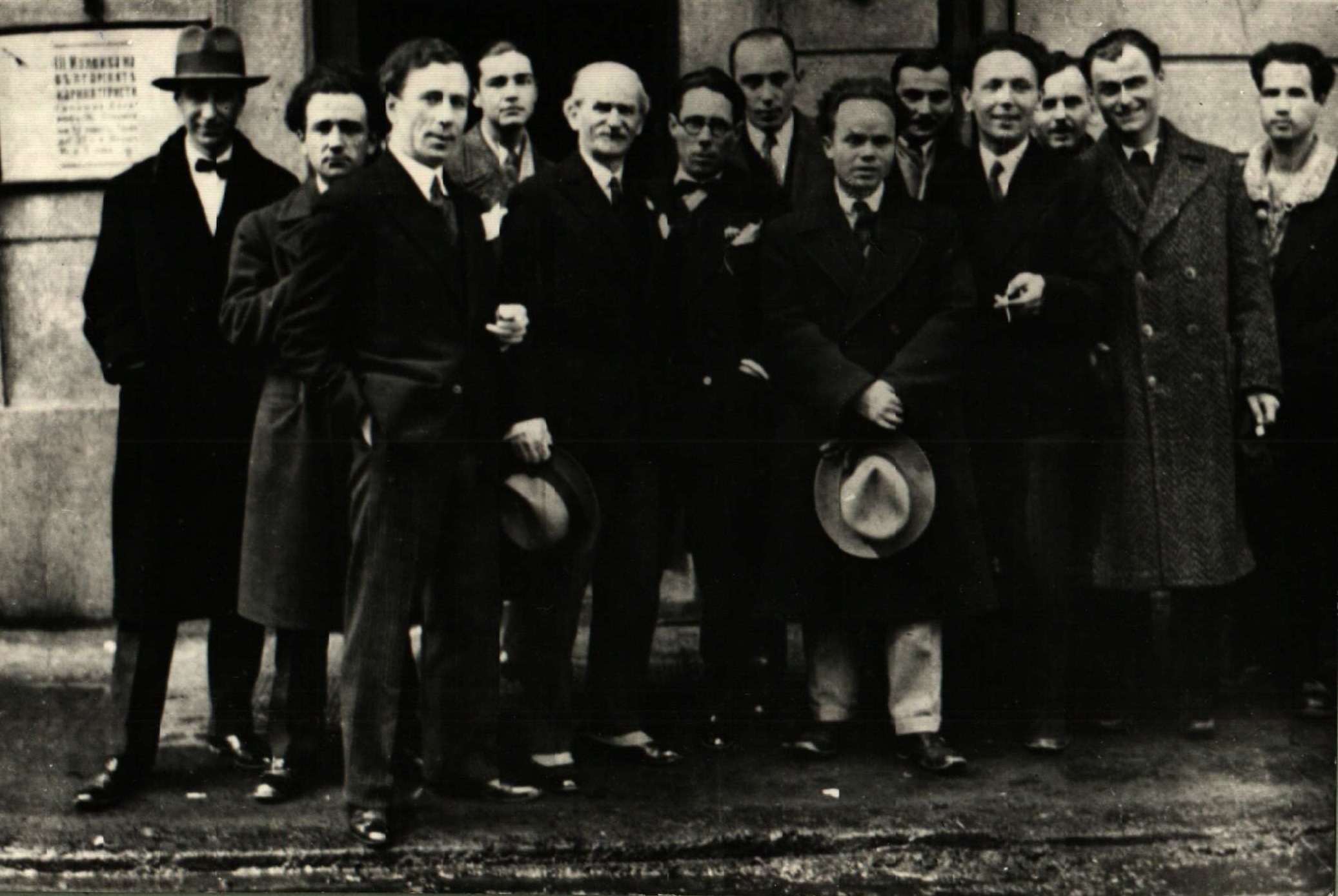
Alexandre Bozhinov avec Kiril Bouyoukliyski, Rayko Alexiev, Alexander Jendov, Stoyan Venev, Iliya Beshkov et d'autres.

Alexandre Bozhinov est considéré comme le fondateur de la caricature en tant qu'art en Bulgarie. Ses dessins se distinguent par leurs sujets variés et leurs textes pleins d'esprit. L'une de ses œuvres les plus connues est une caricature dénonçant le régime autoritaire du roi Ferdinand. Les personnages réguliers des caricatures d'Alexandre Bozhinov sont Pijo et Pendo, qui à cette époque sont devenus des héros permanents du folklore populaire.
Après le coup d'état communiste du 9 septembre 1944, un changement important s'opère dans le sujet de ses œuvres. Le thème principal d’Alexandre Bozhinov devient la protection de la paix. Il recrée également des personnages représentant le travail et la fierté des paysans. Au cours de sa carrière, il peint également de nombreuses peintures.
Alexandre Bozhinov a également écrit des poèmes et des feuilletons et, à la fin de sa carrière, des critiques d'art.
Il meurt le 30 septembre 1968 à Sofia.

## Honneurs et récompenses
Il est récipiendaire de divers prix littéraires et culturels, dont une médaille d'argent pour les sciences et les arts du ministère de l'Instruction publique pour ses 25 années d'activité artistique (1924), les ordres «Cyrille et Méthode» au 1er degré (1960), le «Drapeau rouge du travail» (1965) et la médaille de la «République populaire de Bulgarie» (1968).